# Fernand Colardeau
Pour les articles homonymes, voir Colardeau.
Fernand Colardeau, né le 6 mars 1895 à Nouméa (Nouvelle-Calédonie) et mort le 17 mars 1972 à Saint-Pierre (la Réunion), est un avocat et homme politique français. 

## Biographie
Avocat de profession, il entre au Conseil de la République en tant que sénateur de la Réunion le 15 décembre 1946, il siège alors au sein du groupe d’union républicaine et résistante pour l’Union française apparentée au groupe communiste. N'étant pas réélu, il voit son mandat s'achever le 6 novembre 1948. Il est alors maire de Saint-Pierre depuis 1945 et le reste jusqu'à 1950, date à laquelle Pierre Raymond Hoarau lui succède.
Il est l'époux de Marie Colardeau, première avocate de la Réunion.

## Détail des fonctions et des mandats
Mandat parlementaire
- 15 décembre 1946 - 6 novembre 1948 : Sénateur de la Réunion

Mandats locaux
- 1945 - 1950 : Maire de Saint-Pierre